# Kulturpreis des Fichtelgebirgsvereins
Der Kulturpreis des Fichtelgebirgsvereins ist eine besondere Auszeichnung für die geleistete Arbeit auf kulturellem Sektor in der Region Fichtelgebirge.

## Verleihung
Der Kulturpreis des Fichtelgebirgsvereins wird seit 1982 an Personen oder Gruppen verliehen, die sich um die Kultur in der Fichtelgebirgs-Region über viele Jahre hinweg verdient gemacht haben. Über die Verleihung entscheidet der Hauptausschuss des Fichtelgebirgsvereins.
Die Auszeichnung besteht aus einer besonders gestalteten Urkunde in Verbindung mit einer eigens dafür geschaffenen Prägung aus Zinn. Unter dem Zeichen des Siebensterns, des Vereinssymbols des Fichtelgebirgsvereins, sieht man fünf Bereiche bodenständiger Kultur: ein aufgeschlagenes Buch, die Palette des Malers, ein Fachwerkhaus, ein Zupfinstrument und ein junges Tanzpaar. 

## Kulturpreisträger
- 1982 Karl Bedal, Hof (Maler, Grafiker, Heimatforscher)
- 1983 Otto Schemm, Arzberg (Mundartschriftsteller)
- 1984 Julius Neidhardt, Marktredwitz (Heimatschriftsteller, Maler, Zeichner)
- 1985 Karl Dietel, Münchberg (Heimatforscher, Buchautor)
- 1987 Christoph Schaller, Bayreuth (Heimatforscher, Buchautor)
- 1988 Elisabeth Jäger, Wunsiedel (Stadtarchivarin, Buchautorin)
- 1988 Friedrich Wilhelm Singer, Arzberg (Heimatforscher, Buchautor)
- 1989 Die Fichtelgebirgsler, Hof (Volksmusikgruppe)
- 1990 Hans-Günter Tröger, Arzberg (Gründer des Volkskundlichen Gerätemuseums)
- 1991 Horst und Ruth Ruhl, Weidenberg (Heimat- und Brauchtumspflege)
- 1992 Theodor Schübel, Schwarzenbach/Saale (Schriftsteller)
- 1993 Franz Busl, Bärnau (Kreisheimatpfleger, Buchautor)
- 1996 Rudolf Thiem, Vordorfermühle (Heimatforscher, Buchautor)
- 1999 Friedrich Müller, Wunsiedel (Geologe, Buchautor)
- 2002 Heinrich Meyer, Kirchenlamitz (Schriftleiter, Heimatforscher)
- 2003 Dietmar Herrmann, Wunsiedel (Heimatforscher, Buchautor, FGV-Regionalbibliothek)
- 2004 Hermann Braun, Marktredwitz (Sprachforscher)
- 2004 Helmut Reinel, Hof (FGV-Hauptvorsitzender)
- 2004 Peter Seißer, Wunsiedel (stv. FGV-Hauptvorsitzender, Heimatforscher, Buchautor)
- 2007 Heinrich Vollrath, Bayreuth (Naturwissenschaftler)
- 2008 Speichersdorfer Musikanten, Speichersdorf
- 2009 Heinz Spath, Marktleuthen (Naturfotograf)
- 2009 Pechlohmusikanten Marktleuthen (Volksmusikgruppe)
- 2010 Jürgen Gahn, Gefrees (Mundartautor)
- 2011 Erwin Lipsky, Regnitzlosau (Musiker, Fotograf)
- 2012 Haislamusikanten, Hof (Volksmusikkapelle)
- 2014 FGV-Ortsverein Weidenberg (Volkskundliche Sammlung)
- 2015 Felsenbühne Waldstein (Historisches Schauspiel)
- 2016 Gesellschaft Steinwaldia e.V. (Historische Glasschleife im Steinwald)
- 2017 Günter Ide, Arzberg (Leiter der Arbeitsgemeinschaft Bergbau und Geologie)
- 2018 Harald Stark, Kulmbach (Heimatforscher, Buchautor, Kastellan)